# Камден (Нью-Йорк)
Камден (англ. Camden) — місто (англ. town) в США, в окрузі Онейда штату Нью-Йорк. Населення — 4787 осіб (2020).

## Демографія
Згідно з переписом 2010 року, у місті мешкали 4934 особи в 1962 домогосподарствах у складі 1351 родини. Було 2165 помешкань
Расовий склад населення:
| - 98,0 % — білих - 0,7 % — чорних або афроамериканців - 0,2 % — корінних американців - 0,2 % — азіатів |

До двох чи більше рас належало 0,7 %. Частка іспаномовних становила 1,0 % від усіх жителів.
За віковим діапазоном населення розподілялося таким чином: 24,7 % — особи молодші 18 років, 60,1 % — особи у віці 18—64 років, 15,2 % — особи у віці 65 років та старші. Медіана віку мешканця становила 41,4 року. На 100 осіб жіночої статі у місті припадало 97,8 чоловіків;  на 100 жінок у віці від 18 років та старших — 97,6 чоловіків також старших 18 років.
Середній дохід на одне домашнє господарство  становив 62 217 доларів США (медіана — 49 142), а середній дохід на одну сім'ю — 72 098 доларів (медіана — 61 295). Медіана доходів становила 50 634 долари для чоловіків та 36 130 доларів для жінок. За межею бідності перебувало 12,8 % осіб, у тому числі 18,7 % дітей у віці до 18 років та 3,7 % осіб у віці 65 років та старших.
Цивільне працевлаштоване населення становило 2163 особи. Основні галузі зайнятості: освіта, охорона здоров'я та соціальна допомога — 24,7 %, виробництво — 16,6 %, роздрібна торгівля — 13,7 %.